# Независни учесници на Летњим олимпијским играма 2024.
Независни учесници или индивидуални неутрални спортисти су називи који се користе за представљање одобрених појединачних руских и белоруских спортиста на Летњим олимпијским играма 2024. године, након што је Међународни олимпијски комитет (МОК) забранио претходно именовање тих нација због руске инвазије на Украјину 2022. која је још увек у току од 2024. Код МОК-а је AIN, по француском називу Атхлетес Индивидуелс Неутрес . 
Делегацији је забрањено да користи неутралну олимпијску заставу и олимпијску химну, а уместо тога ће користити заставу која приказује кружни AIN амблем и једнократну инструменталну химну, обе које је доделио МОК.  Појединачни неутрални спортисти прво морају бити проверени, а затим одобрени од стране међународне федерације сваког спорта, а затим од стране посебног панела који је формирао МОК.  Као индивидуални спортисти, делегација неће учествовати у дефилеу нација током церемоније отварања, нити ће бити наведена као делегација у званичним табелама медаља. 
Док застава користи формулацију у једнини „индивидуални неутрални спортиста“, МОК користи формулацију у множини „индивидуални неутрални спортисти“ у прози. 

## Позадина
Након руске инвазије на Украјину 24. фебруара 2022., МОК је забранио учешће Русије и Белорусије на олимпијским играма и препоручио другим међународним спортским организаторима да учине исто 28. фебруара 2022.  Сходно томе, руским и белоруским спортистима забрањено је учешће на Зимским параолимпијским играма 2022 .
МОК је 25. јануара 2023. године објавио изјаву у којој подржава идеју да се руским и белоруским спортистима може дозволити да се такмиче као неутрални, све док не „активно“ подржавају рат и све док руске и белоруске заставе, химне, боје, а имена су забрањена (чиме су забрањене алтернативне ознаке које је Русија користила 2018. и 2020.)
Дана 28. марта 2023. МОК је увео назив AIN и сузио захтеве на појединачне спортисте, забрањујући тимовима руских и белоруских спортиста да се такмиче. За догађаје које организују међународне федерације осим МОК-а, МОК је препоручио да се уопште не користи застава (или ако није могуће, застава догађаја, ИФ-ова застава или слова „AIN“) и химна догађаја или химна ИФ-а.  Федерације које нису имале француски као званични језик и даље су користиле назив AIN. МОК је такође донирао 5 милиона долара Националном олимпијском комитету Украјине.
Дана 22. септембра 2023. године, Светска антидопинг агенција (ВАДА) је по други пут забранила руску заставу и химну на међународним спортским догађајима због руског законодавства и РУСАДА-е није у складу са Светским антидопинг кодексом., преклапајући се са забраном олимпијског примирја. ВАДА је саопштила да забрана неће бити укинута док се „неусаглашености у вези са националним законодавством не исправе у потпуности”. 
МОК је 12. октобра 2023. суспендовао Руски олимпијски комитет до даљег, преклапајући се са друге две забране, због кршења Олимпијске повеље због припајања олимпијских савета Херсона, Запорожја, Доњецка и Луганска Руском олимпијском комитету; у време кршења Олимпијске повеље, председник руског олимпијског комитета Станислав Поздњаков је рекао: „Не видим овде никакве потешкоће“.    Руски олимпијски комитет је одговорио на суспензију рекавши да МОК није издао сличну суспензију након што је Руски олимпијски комитет припојио спортске субјекте на Криму 2014. године, на шта је председник МОК-а Томас Бах одговорио: „овај аргумент је био помало: 'Зашто нас већ раније нисте санкционисали?'"
МОК је 8. децембра 2023. објавио нацрт верзије AIN заставе која приказује безбојни амблем на белој позадини и навео да ће се касније одлучити за другу неутралну химну. МОК је такође званично саопштио да ће се ознака AIN односити на игре у Паризу 2024. и да ће званичне табеле медаља искључити AIN. 
Дана 19. марта 2024, МОК је променио AIN заставу тако да има плави текст и плаву позадину, и објавио инструменталну химну „произведену искључиво за ову сврху“.  МОК је такође навео да као независни спортисти, AIN неће учествовати као делегација током параде нација на церемонији отварања, али ће спортистима ипак „дати прилику да доживе догађај“.  

## Учесници по спортовима
| Спорт         | Мушкарци   | Мушкарци | Жене       | Жене   | Укупно |
| Спорт         | Белорусија | Русија   | Белорусија | Русија | Укупно |
| ------------- | ---------- | -------- | ---------- | ------ | ------ |
| Бициклизам    | 0          | 1        | 1          | 2      | 4      |
| Веслање       | 1          | 0        | 1          | 0      | 2      |
| Гимнастика    | 1          | 0        | 1          | 1      | 3      |
| Дизање тегова | 1          | 0        | 1          | 0      | 2      |
| Кајак и кану  | 1          | 2        | 1          | 1      | 5      |
| Пливање       | 1          | 1        | 2          | 0      | 4      |
| Рвање         | 2          | 0        | 0          | 0      | 2      |
| Стрељаштво    | 0          | 0        | 2          | 0      | 2      |
| Теквондо      | 1          | 0        | 0          | 0      | 1      |
| Тенис         | 0          | 3        | 0          | 4      | 7      |
| 10 спортова   | 8          | 7        | 9          | 8      | 32     |

## Бициклизам
| Бициклиста      | Држава     | Дисциплина               | Време    | Позиција |
| --------------- | ---------- | ------------------------ | -------- | -------- |
| Глеб Сирица     | Русија     | Друмска трка за мушкарце |          |          |
| Глеб Сирица     | Русија     | Мушкарци на хронометар   | 40:33:30 | 31       |
| Тамара Дронова  | Русија     | Жене на хронометар       | 43:42.16 | 21       |
| Тамара Дронова  | Русија     | Друмска трка за жене     |          |          |
| Алена Иванченко | Русија     |                          |          |          |
| Хана Церах      | Белорусија |                          |          |          |
| Хана Церах      | Белорусија | Жене на хронометар       | 44:57.20 | 29       |